# Rue des Trois-Couronnes (Lille)
Pour les articles homonymes, voir Rue des Trois-Couronnes.
La rue des Trois-Couronnes est une rue de Lille, dans le Nord, en France.

## Situation et accès
La rue des Trois-Couronnes, l'une des plus vieilles rues du quartier de Lille-Centre, relie la rue des Sept-Agaches, qui longe la "Vieille Bourse", à la rue de la Bourse.
La rue est accessible depuis le métro, via la première ligne en sortant à la station Rihour. Elle est également accessible depuis la Gare Lille-Flandres, à 400 mètres par la rue Faidherbe.
La rue figure parmi les îlots regroupés pour l'information statistique (IRIS N° 0109 - LILLE CENTRE 9) de Lille, tels que l'Insee les a établis en 1999.

## Origine du nom
Son nom provient d'une ancienne enseigne.

## Historique
La rue date de la construction vers 1650 de rangs de maisons de style franco-lillois remplaçant de vieilles maisons de bois qui existaient dès le XIIIe siècle en bordure nord-est de la place du Marché ou Grand'Place.

## Bâtiments remarquables et lieux de mémoire
- Vieille Bourse
- Rang de Beauregard